# Доня Требиня
45°25′ пн. ш. 15°41′ сх. д. / 45.42° пн. ш. 15.68° сх. д.
Доня Требиня (хорв. Donja Trebinja) — населений пункт у Хорватії, у Карловацькій жупанії у складі міста Карловаць.

## Населення
Населення за даними перепису 2011 року становило 22 осіб.
Динаміка чисельності населення поселення: